# Reyes Montseny
María Reyes Montseny Masip (Lérida, 14 de diciembre de 1948 - Barcelona, 11 de junio de 2014) fue una funcionaria y política española, diputada al Congreso de los Diputados en la V, VI y VII legislaturas.
Licenciada en Derecho, es Técnico de la Administración de la Seguridad Social y letrado de la Administración de la Seguridad social. Militante del Partido Popular de Cataluña, fue escogida diputada por la provincia de Barcelona en las elecciones generales españolas de 1993, 1996 y 2000. Fue Vicepresidenta Primera de la Comisión de Política Social y Ocupación y Vocal de la Delegación española en el Grupo de Amistad con la Asamblea Nacional de Francia.